# Уюм
Уюм (каз. Ұйым) — село в Сарысуском районе Жамбылской области Казахстана. Входит в состав Жанаталапского сельского округа. Код КАТО — 316036600.

## Население
В 1999 году население села составляло 1094 человека (548 мужчин и 546 женщин). По данным переписи 2009 года, в селе проживало 645 человек (348 мужчин и 297 женщин).